# كيجي اينافون
ولد المصمم ومنتج الألعاب الياباني كيجي إينافونه (باليابانية:稲船 敬二) (بالإنجليزية:Keiji Inafune) ، في 8 مايو 1965 ويعمل مع شركة كابكوم منذ الثمانينيات القرن العشرين ومؤسس شركة كونسبت ومن أشهر إنتاجاته للألعاب منها سلسلة ميجا مان واونيموشا وديد رايسنغ.

## أعمال
- ديد ريسنج
- ميجا مان (لعبة فيديو)
- ميجا مان 8
- ميجا مان X
- ذا ميس أدفنتشر أوف تران بون (لعبة فيديو)
- ميجا مان ليجندز 2
- ميجا مان ليجندز
- بيوهازرد 4دي-إكسكيوتر
- ريزدنت إيفل 5
- ريزدنت إيفل 2
- ريزدنت إيفل 4
- ستريت فايتر (سلسلة)
- ديد ريسنج
- ستريت فايتر IV
- سوبر ستريت فايتر IV
- ديد ريسنج 2

## وصلات خارجية
- كيجي اينافون على موقع IMDb (الإنجليزية)
- كيجي اينافون على موقع ميوزك برينز (الإنجليزية)
- كيجي اينافون على موقع قاعدة بيانات الفيلم (الإنجليزية)
- كيجي اينافون على موقع ANN person (الإنجليزية)

سيرة إينافونه بالإنجليزية